# Peter Perez Burdett
Pour les articles homonymes, voir Burdett.
Peter Perez Burdett, né vers 1734 à Eastwood (Essex) et mort le 9 septembre 1793 à Karlsruhe, est un cartographe, géomètre, dessinateur, peintre et graveur britannique. Sa présence sur de nombreux tableaux de Joseph Wright of Derby aurait suffi à asseoir sa notoriété s'il n'avait de plus été impliqué dans de nombreux projets, dont en 1769 le tracé du canal Leeds-Liverpool, l'une des entreprises emblématiques de la révolution industrielle. Lié à la Lunar Society de Birmingham, il passa ses dernières années à Karlsruhe, fuyant les créanciers mais toujours actif. Sa fille, allemande, a épousé un comte.

## Biographie

### Débuts
Burdett est né en 1734 ou 1735 à Eastwood, dans l'Essex, de William et Elizabeth Burdett. Il hérita un petit domaine et le nom de Perez de son grand-père maternel, ministre du culte à Eastwood. On sait peu de chose de lui jusqu'à sa rencontre avec Joseph Wright of Derby, au début des années 1760. Burdett servit de modèle pour plusieurs des tableaux de Wright, auquel il expliquait les subtilités de la perspective. En retour, il bénéficia de l'amitié et du soutien financier du peintre pour ses activités de cartographie.
Vers 1766 Wright peignit Philosophe faisant un exposé sur le planétaire, dans lequel une lampe est mise à la place du soleil (parfois appelé simplement Le Planétaire). Le tableau, aujourd'hui visible au Derby Museum and Art Gallery, dépeint un exposé public sur le système solaire, où la lampe figurant le soleil illumine les facettes du planétaire comme les visages de l'assistance. En cohérence avec le thème astronomique, les visages partiellement éclairés peuvent évoquer les phases de la lune. Le personnage visible à la gauche du tableau a été clairement identifié à Burdett alors que l'homme placé à droite est présumé être le comte Washington Shirley, avec lequel Burdett séjournait à Staunton Harold, dans le Leicestershire. Le comte était, de même que Burdett, intéressé par la science et fut brièvement propriétaire de ce tableau.
En 1767 Burdett avait réalisé une carte de Derby à l'échelle d'un pouce pour un mille. Elle fit de lui le second lauréat du prix institué en 1759 par la Society of Art pour les créateurs de cartes à cette échelle. La même année, il réalisa l'aquatinte Deux Garçons gonflant une vessie à la lumière d'une chandelle, d'après Joseph Wright of Derby.

### Liverpool

Peter et sa femme Hannah par Joseph Wright of Derby.

En 1768, Burdett déménagea de Derby à Liverpool en vue de faire pour le Lancashire une carte semblable à celle qu'il avait dressée avec succès du Derbyshire. Il trouva de nouveaux mécènes et seconda George Perry dans la réalisation d'une carte et d'une histoire de Liverpool. Burdett fit les dessins et écrivit les descriptions des principaux bâtiments pour l'histoire, qui fut publiée par Perry en 1773.
Burdett parvint si bien à repérer puis exploiter ses nouveaux contacts qu'il invita son ami, Wright, à le rejoindre à Liverpool. Le changement de lieu fut bénéfique aussi pour Wright, qui reçut rapidement des commandes des nobliaux et marchands de l'endroit. Néanmoins c'est Burdett qui en 1769 fonda à Liverpool une société des artistes, dont il devint le premier président. On pense qu'Académie à la lumière d'une lampe, un tableau peint par Joseph Wright of Derby en 1768-69, représente l'académie de Burdett.

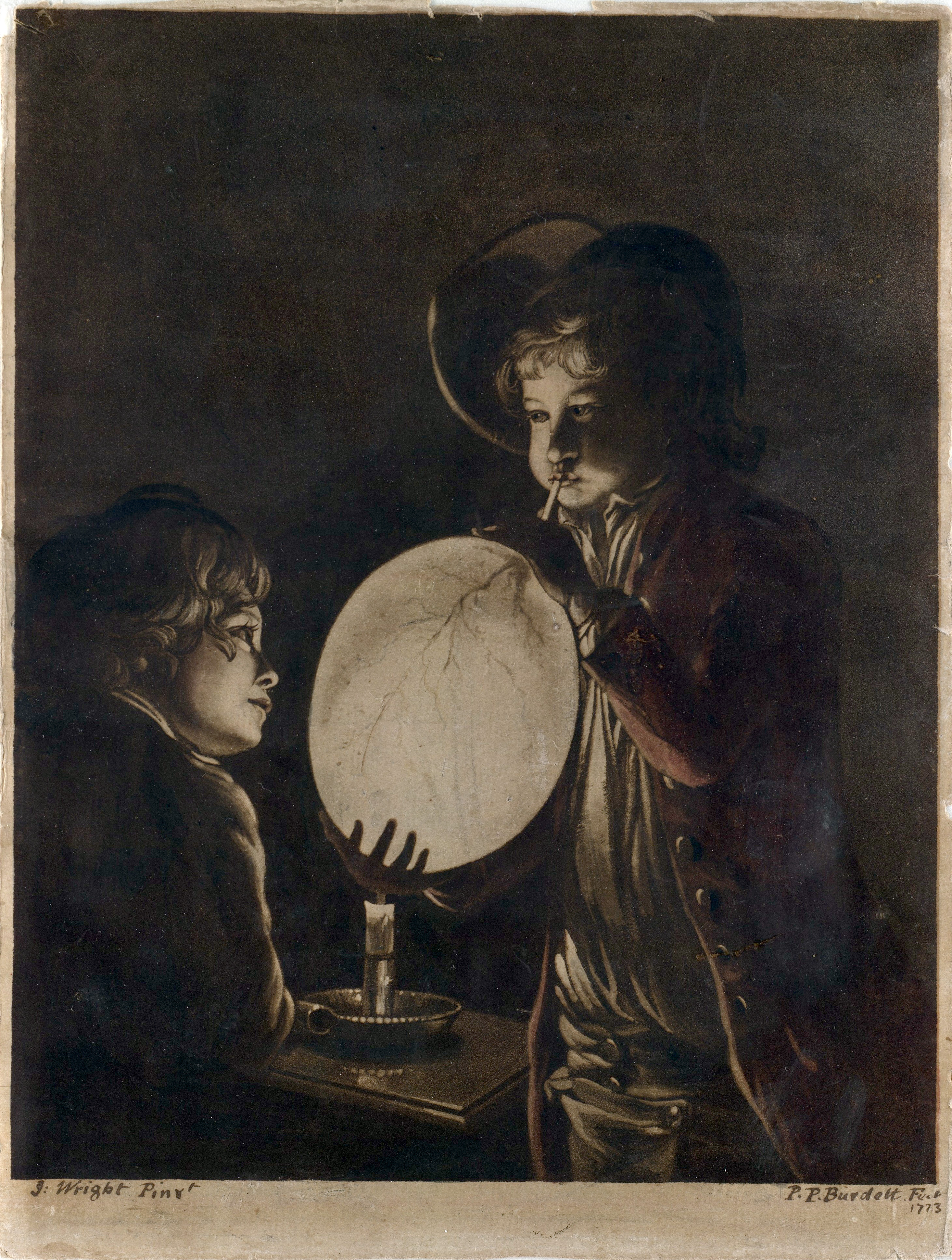
Deux Garçons gonflant une vessie à la lumière d'une chandelle, aquatinte de Burdett d'après Joseph Wright of Derby.

Burdett est considéré comme le premier artiste britannique auteur d'aquatintes, dont il exposa les premières en 1772. Il avait appris l'aquatinte auprès de J. B. Le Prince, de Paris, mais sa technique paraît avoir été nouvelle et différente des méthodes antérieurement développées en France : il peignait directement la plaque à l'acide, n'utilisant le vernis que pour délimiter de larges surfaces d'un seul ton.

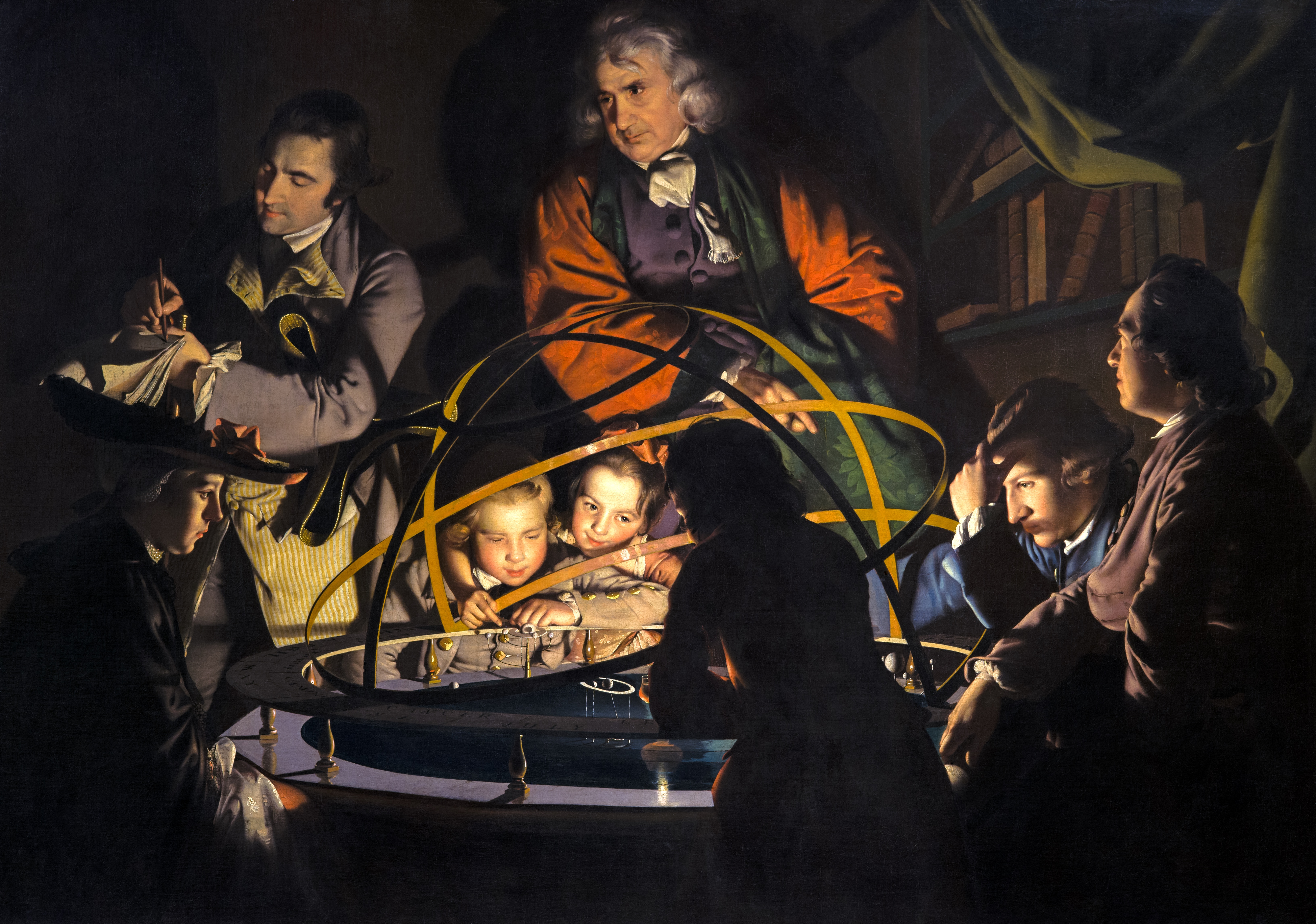
Philosophe faisant un exposé sur le planétaire, de Joseph Wright of Derby.

Il montra deux aquatintes à l'exposition organisée en 1772 par la Society of Arts : Gravure à l'imitation d'un dessin au lavis et Gravure d'après un dessin de M. Mortimer. En 1773 il exposait L'Effet d'un dessein teinté obtenu par impression à partir d'une plaque modelée chimiquement, sans utilisation d'aucun instrument de sculpture. Il subsiste aujourd'hui trois images connues de Burdett, Banditti terrifiant des pêcheurs, de 1771, Squelette sur un rivage rocheux, toutes deux d'après le peintre John Hamilton Mortimer, et Deux Garçons gonflant une vessie à la lumière d'une chandelle d'après Wright of Derby. Une copie de la dernière, aujourd'hui à la bibliothèque publique de Liverpool, porte au dos l'inscription « First Speciman (sic) of aquatinta invented in Liverpool by P. P. Burdett, 1774, assisted by Mr. S. Chubbard ».
Burdett vendit pour finir le procédé de l'aquatinte à un autre cartographe, Paul Sandby. Il mit aussi au point un procédé de transfert d'aquatinte sur poterie : ce ne fut pas un succès. Paul Sandby avait appris les techniques de base de l'aquatinte auprès de Charles Greville, qui en avait lui-même acheté la connaissance soit à Burdett soit à Le Prince. Il semble que Greville n'ait reçu qu'une information incomplète, et Sandby trouva difficile de produire une plaque par la méthode de Le Prince c'est-à-dire en tamisant la colophane sur la surface. Il découvrit qu'en la dissolvant pour la verser sur le cuivre, on obtenait un meilleur effet.
Benjamin Franklin écrivit à Burdett, le 21 août 1773, « Je serais heureux de savoir quand je pourrai voir un exemple de ce nouvel art que vous mentionnez de l'impression en Imitation des Peintures. Ce doit être une découverte de grande valeur : mais plus susceptible de rencontrer l'Encouragement adéquat sur ces rivages que sur les nôtres. »
En 1771 il réalisa un Tableau pour le port de Liverpool et en 1772 une Étude du comté palatin de Chester.

### Karlsruhe
En 1774, il quitta Liverpool pour échapper à ses dettes et entra au service de Charles Frédéric de Bade. Étrangement, il emporta avec lui le tableau le montrant avec sa femme en laissant celle-ci derrière lui pour affronter ses créanciers. Le tableau est maintenant à la Galerie nationale à Prague. Une récente exposition à Liverpool a constitué la seconde occasion pour le public britannique de voir l'œuvre depuis son départ de Liverpool avec Burdett au XVIIIe siècle.
Il ne quitta pas complètement ses amis, et Joseph Wright lui rendit visite, en 1774, en Allemagne du Sud. Le 11 juillet 1787, il se remariait en Allemagne avec Friederike Kotkowski, dont il eut une fille, Anne, qui devait épouser un comte. La même année, il dessina les plans du marché de Karlsruhe, dont les contours sont encore visibles dans l'agencement des bâtiments actuels.
Burdett est mort à Karlsruhe le 9 septembre 1793.
Il fut le correspondant de Benjamin Franklin, l'un des membres fondateurs de la Lunar Society de Birmingham[réf. nécessaire], qui compta des personnalités telles qu'Erasmus Darwin, John Whitehurst, Matthew Boulton, Joseph Priestley, Josiah Wedgwood ou James Watt. On a décrit Burdett comme étant « si ce n'est au centre, au moins dans la pénombre de la Lunar Society de Birmingham. ».

## Principales œuvres
- Carte du Derbyshire relevée et réalisée par Peter Perez Burdett (1762-1767)
- Deux Garçons gonflant une vessie à la lumière d'une chandelle, aquatinte d'après Joseph Wright of Derby[5]